# Xã Taylor, Quận Union, Ohio
Xã Taylor (tiếng Anh: Taylor Township) là một xã thuộc quận Union, tiểu bang Ohio, Hoa Kỳ. Năm 2010, dân số của xã này là 1.560 người.